# Brunellia comocladifolia
Brunellia comocladifolia är en tvåhjärtbladig växtart. Brunellia comocladifolia ingår i släktet Brunellia och familjen Brunelliaceae.

## Underarter
Arten delas in i följande underarter:
- B. c. boyacensis
- B. c. comocladifolia
- B. c. cubensis
- B. c. cundinamarcensis
- B. c. domingensis
- B. c. funckiana
- B. c. guadalupensis
- B. c. jamaicensis
- B. c. josephensis
- B. c. ptariana